# Chegemsky (huyện)
Huyện Chegemsky (tiếng Nga: ? райо́н) là một huyện hành chính tự quản (raion), của Kabardin-Balkar, Nga. Huyện có diện tích 1484 km², dân số thời điểm ngày 1 tháng 1 năm 2000 là 55100 người. Trung tâm của huyện đóng ở Chegem Pervyy.